# Colloqui di Marburgo

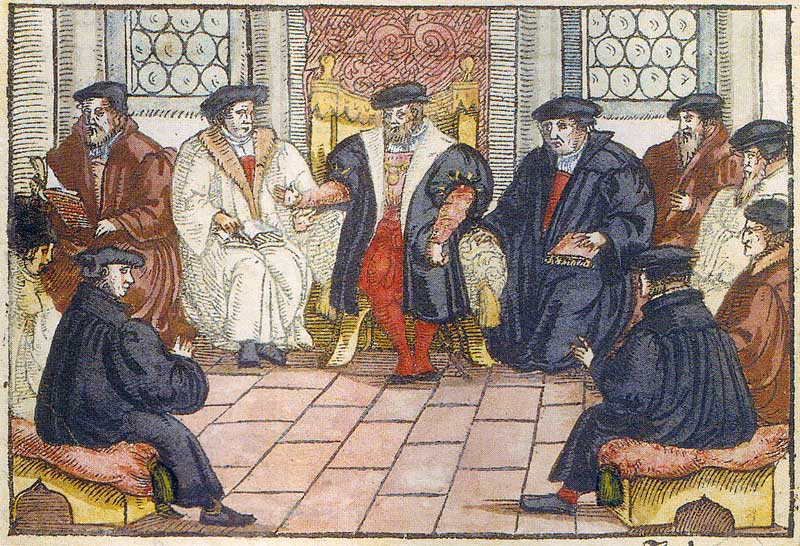
Colloqui di Marburgo, Xilografia a colori, 1557

I colloqui di Marburgo sono stati incontri presso il castello di Marburgo (Assia), oggi in Germania, che hanno tentato di risolvere una controversia tra Martin Lutero e Ulrico Zwingli sulla presenza reale di Cristo nella eucaristia della cena del Signore. Hanno avuto luogo tra il 1º ottobre e il 4 ottobre 1529. I leader protestanti riformatori del tempo hanno partecipato per volere di Filippo I d'Assia. La motivazione primaria di Filippo d'Assia di questa conferenza era politica, voleva unire gli stati protestanti in alleanza politica, ed a tal fine, l'armonia religiosa era una componente importante. Filippo sperava che i buoni rapporti con Lutero avrebbero portato a un'alleanza con i principi protestanti e quindi rafforzata la sua posizione contro le forze dei cattolici che lo minacciavano.
Dopo che la II Dieta di Spira nel 1529 aveva confermato l'editto di Worms, si sentì l'esigenza di conciliare le opinioni divergenti, in particolare di Martin Lutero e Ulrico Zwingli, per avere una teologia unificata protestante. Oltre a questi due, i riformatori Stephan Agricola, Johann Brenz, Martin Bucer, Gaspar Hedio, Justus Jonas, Filippo Melantone, Giovanni Ecolampadio, e Andreas Osiander parteciparono alla disputa teologica e filosofica. Lutero, Brenz, Osiander e Melantone si sono opposti alle tesi di Zwingli e Ecolampadio, al punto che Bucer, Hedio e Volfango Capitone si sono sforzati di conciliare le due parti.

## I colloqui
Anche se i due importanti riformatori, Lutero e Zwingli, trovarono un accordo su quattordici punti, sostennero le loro divergenze sull'ultimo punto che riguarda l'Eucaristia: Lutero sostenne che dall'unio sacramentalis (Unione sacramentale), il pane e il vino consacrati nell'ultima cena del Signore sono uniti nel vero corpo e sangue di Cristo nell'atto del mangiare e del bere fatto da comunicandi nella comunione sacramentale (cioè mentre ricevono l'ostia consacrata); mentre Zwingli considerava pane e vino soltanto simboli del corpo e sangue di Cristo. Per Zwingli, si dovevano interpretare le parole dell'ultima Cena che Gesù disse: «Questo è il mio corpo» con «Questo significa il mio corpo». Su questo tema, essi si separarono senza aver raggiunto un accordo.
Alla base di questo disaccordo c'era la loro teologia di Cristo. Lutero credeva che il corpo umano di Cristo fosse onnipresente (presente in tutti i luoghi) e così presente nel pane e nel vino. Ciò era possibile perché gli attributi di Dio erano inseriti, facevano parte della natura umana di Cristo. Lutero sottolineò l'unicità della persona di Cristo. Zwingli, che sottolineò la distinzione delle nature, credeva che, mentre Cristo nella sua divinità fosse onnipresente, il corpo umano di Cristo non potesse che essere presente in un solo luogo, cioè, alla destra del Padre. A causa delle differenze Lutero ha inizialmente rifiutato di riconoscere Zwingli e i suoi seguaci come cristiani, anche se dopo il colloquio i due riformatori hanno mostrato relativamente più rispetto reciproco nei loro scritti.
Alla successiva Dieta di Augusta, nel 1530, i seguaci di Zwingli e i luterani approfondirono nuovamente la stessa questione come argomentata nei colloqui di Marburgo, e presentarono conclusioni separate, che hanno evidenziato le loro differenze di opinione.

## Conseguenze

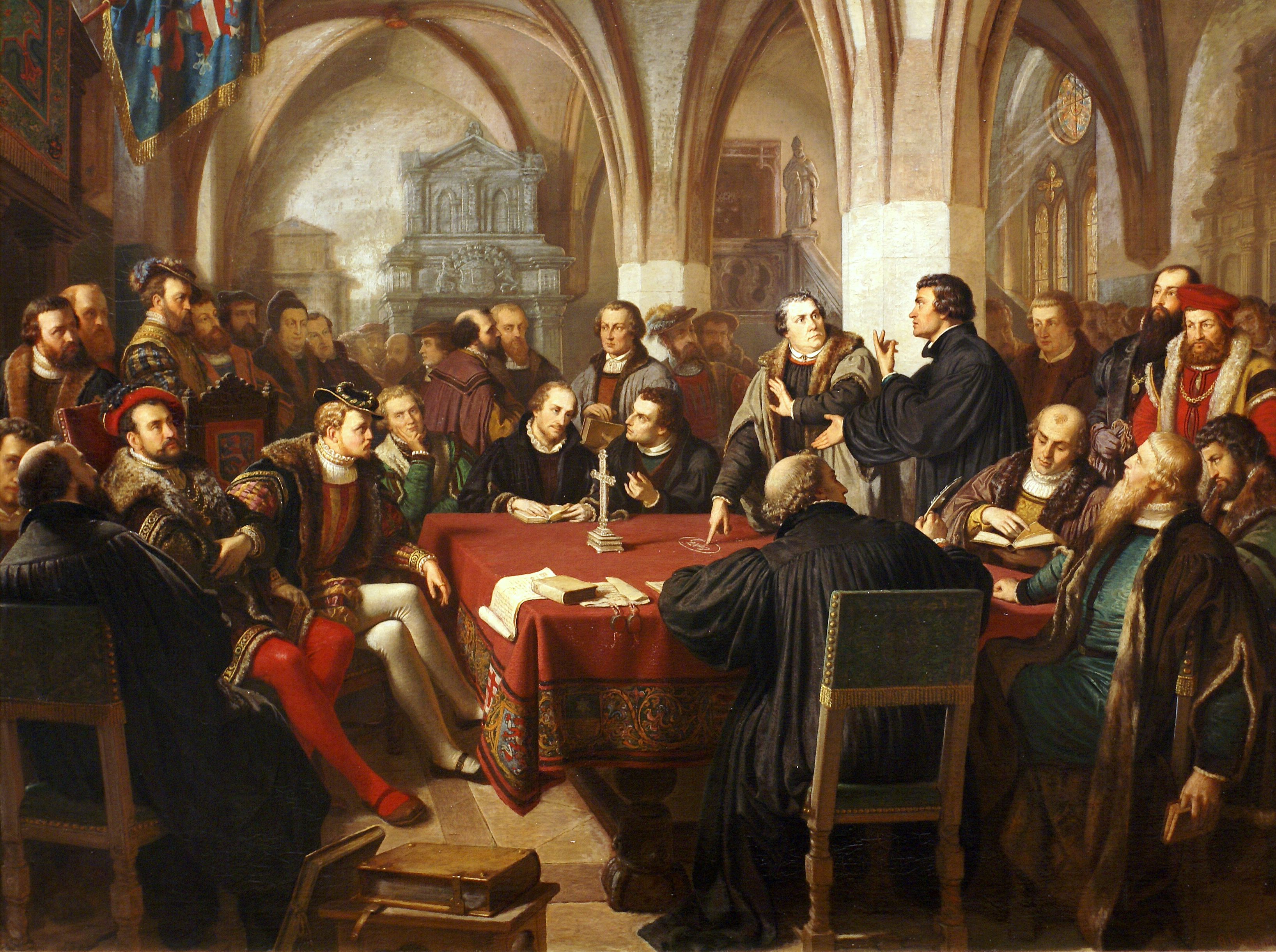
I Colloqui di Marburgo di August Noack (1869)

I colloqui sono considerati come il momento in cui i luterani e la riforma protestante svizzera si sono separati in modo permanente. Quindi, nel 1531, i Cantoni protestanti negarono l'aiuto alla Lega di Smalcalda, formata dai territori protestanti della Germania. Anche se ci sono stati nuovi tentativi di avvicinamento nel corso dei secoli, solo il Leuenberger Konkordie del 1973 ha portato ad accordi per reciproco insegnamento delle convinzioni in materia e ha aperto la strada alla Piena comunione della Chiesa. Nei successivi colloqui tra le Chiese luterane riformate, né gli argomenti di Marburgo, né gli oggetti di conversazione sulla presenza reale hanno giocato un ruolo importante. La questione è stata dibattuta durante il primo round di colloqui tra luterani e teologi riformati negli Stati Uniti, nel 1962-1966, sotto il tema della Marburg Revisited, anche se qui c'era una gamma molto più ampia di argomenti trattati.
I riformatori sono raffigurati sui dipinti murali della vecchia aula dell'Università di Marburgo. Ci sono anche opere di vari artisti, tra i quali il pittore assiano August Noack (1822 - 1905), che trattano l'argomento. Un dipinto della sessione di colloqui si trova nel castello del Langravio.

## Nel 2018
Pur in assenza di un documento dottrinale e dogmatico, universalmente applicabile in tutta la Chiesa Cattolica, nel 2018 la Conferenza Episcopale della Germania approvò formalmente un documento provvisorio e non ufficiale, assimilato a "linee-guida pastorali", che attribuiva ai singoli vescovi la possibilità di riammettere alla Comunione anche i coniugi protestanti di un cattolico, nell'ambito della rispettiva diocesi di competenza. 
Tale nuova disciplina rappresentava di fatto una piena reintegrazione dei Protestanti all'interno della Chiesa Cattolica, seppure limitatamente alla Germania e alla presenza di un matrimonio misto.
In precedenza, la tradizione del Magistero riservava la comunione ai soli battezzati secondo il rito cattolico, precludendola al coniuge non cattolico nel caso di matrimoni misti. La questione era particolarmente sentita in Germania dove il numero di matrimoni misti fra protestanti e cattolici era particolarmente elevato. Nel febbraio 2018, un gruppo di vescovi tedeschi sottopose alla Conferenza Episcopale della Germania il documento dal titolo Walking with Christ – In the Footsteps of Unity: Mixed Marriages and Common Participation in the Eucharist. Pastoral Guidelines from the German Bishops’ Conference. Tale testo fu approvato dalla sessione plenaria svoltati dal 19 al 22 febbraio.
Secondo un comunicato stampa del Vaticano fu approvato da più dei tre quarti dei presenti (con 47 voti favorevoli su 60 espressi).

In riferimento allo stesso titolo, il 25 aprile 2018, il cardinale Laudaria sottoscrisse una lettera pervenuta il 4 maggio al presidente della Conferenza Episcopale Tedesca, il cardinale Reinhard Marx che ribadiva l'intenzione del Papa di non attribuire una qualche ufficialità al testo. 
Al riguardo, nel marzo 2018, sette vescovi tedeschi guidati dal cardinale Rainer Maria Woelki inviarono una richiesta di chiarimenti al Vaticano, chiedendo in particolare se si trattasse di un mero documento pastorale o se esso avesse invece un carattere dottrinale, quindi permanente e valido per tutta la Chiesa Cattolica.

Il 10 aprile, il Vaticano rispose con un'altra missiva nella quale chiedeva di non pubblicare temporaneamente le linee-guida pastorali e convocava i richiedenti a Roma per una serie di incontri a porte a chiuse. Il 3 maggio il papa optò per rinviare la pubblicazione in forma ufficiale.
Nello stesso giorno, la Sala Stampa Vaticana rinominò la traduzione inglese del testo provvisorio della Conferenza Episcopale tedesca, attribuendogli il titolo di Walking With Christ – Tracing Unity: Interdenominational marriages and sharing the Eucharist, abbreviato in Walking with Christ —  Tracing Unity.

Poco dopo l'invio della lettera, la Conferenza Episcopale tedesca rese di pubblico dominio anche tale documento, qualificandolo come "linee-guida".
Nel web, è reperibile un testo di 23 pagine con tale titolo. I testi possono essere ricercati anche direttamente nel sito ufficiale dbk.de.